# Adam Cuthbertson

a Compétitions nationales et continentales officielles uniquement.

b Matchs officiels uniquement.
Adam Cuthbertson, né le 24 février 1985 à Manly (Australie), est un joueur australien de rugby à XIII évoluant au poste de pilier, de deuxième ligne, de troisième ligne ou de talonneur dans les années 2000 et 2010. Il fait ses débuts professionnels en National Rugby League avec les Sea Eagles de Manly-Warringah  en 2006 avec lesquels ils remportent la NRL en 2007. Il poursuit sa carrière en NRL ensuite à Cronulla-Sutherland, St. George Illawarra et Newcastle, disputant au cours de sa carrière en NRL 138 matchs. A trente ans, il décide de rejoindre Leeds en Super League avec lequel il remporte la Super League en 2015 et 2017 ainsi que la Challenge Cup en 2015.
Parallèlement, il a pris part à deux sélections en City vs Country Origin et a été élu dans l'équipe de rêve de la Super League en 2015.

## Palmarès
- Collectif:
  - Vainqueur du World Club Challenge : 2009 (Manly-Warringah ).
  - Vainqueur de la National Rugby League : 2008[1] (Manly-Warringah ).
  - Vainqueur de la Super League : 2015 et 2017 (Leeds).
  - Vainqueur de la Challenge Cup : 2015 et 2020 (Leeds).
  - Finaliste de la National Rugby League : 2007 (Manly-Warringah ).

- Individuel :
  - Nommé dans l'équipe de la Super League : 2015 (Leeds).